# L'educazione del lavoro
L'educazione del lavoro è la traduzione italiana di L'education du travail, saggio del pedagogista Célestin Freinet, pubblicato per la prima volta nel 1967.

## Contenuti
Il dialogo tra il contadino Mathieu e il Signor Long evidenzia chiaramente le riflessioni di Freinet sugli errori dell'educazione. L'autore critica coloro che si limitano a considerare come unica verità il sapere nozionistico degli insegnanti e dei libri di testo senza scavare nel passato per comprendere la realtà.
In particolare durante il primo ingresso a scuola il bambino viene strappato, secondo l'autore, dal suo ambiente familiare, dai suoi giochi e dall'affetto materno per ritrovarsi in un luogo freddo e formale. Compito del maestro è quindi accompagnare questo momento delicato con giochi, canti, cercando di arricchire il suo spirito. Freinet ricorda che i bambini non sono solo mente ma animo, cuore e fantasia. La scuola deve istruire senza pretese, insegnando ciò che servirà per il futuro, senza sovraccaricare le mente degli studenti di nozioni mnemoniche inutili. Gli insegnanti dovrebbero quindi rivedere la didattica e insegnare a vivere, a conoscere sia il piacere che la sofferenza, basandosi sugli interessi e sulle motivazioni dei singoli.
Per Freinet è importante realizzare una pedagogia che sia scienza della formazione del lavoratore, che permetta di costruire una tecnica di vita in un ambiente che non sia più “magico e spirituale” ma concreto, in cui poter osservare e sperimentare. Mathieu aggiunge che il lavoro orienta i pensieri dell'uomo e i suoi comportamenti, dunque vuole porre il lavoro-gioco alla base dell'educazione; nel capitolo vengono riportati vari esempi: esistono giochi che soddisfano il bisogno generale di conquistare la vita, come la corsa, il salto della corda (vista come un ostacolo da superare); giochi in cui l'individuo vuole conservare la propria vita e renderla più forte attraverso la costruzione di capanne e rifugi; giochi di lotta e di difesa (in cui vengono inclusi anche i più pacifici, come dama e scacchi in cui i giocatori si sfidano attraverso delle pedine); giochi per trasmettere la vita impersonificando mamme, papà, insegnanti, il gioco della bambole. Quelle illustrate sono attività spontanee e serene, praticate dal bambino per volontà. La vera rivoluzione, secondo l'autore, consiste nel porre il bambino e il lavoro-gioco al centro della pedagogia; l'individuo è in questo modo sollecitato a conoscere e sperimentare secondo i propri bisogni, ritmi e interessi.
Freinet vuole disporre in modo diverso l'aula scolastica, con sale di documentazione, officine, laboratori in modo tale che gli alunni possano ricercare individualmente la conoscenza, senza affidarsi passivamente ai libri di testo. Secondo l'autore, la scuola ha sempre considerato la scrittura e la lettura come gli unici strumenti da insegnare per esprimersi, mentre nell'opera vengono sottolineate l'importanza dei mezzi di comunicazione artistici come il teatro, il disegno, il canto. Supera l'idea che tutti debbano dedicarsi contemporaneamente alla stessa attività ma a seconda degli interessi; infine l'autore invita ad insegnare alle nuove generazioni ad innalzarsi mediante l'impegno e il lavoro per costruire una società corretta e pacifica.

## Edizioni

### In lingua italiana
- L'educazione del lavoro, Roma, Editori Riuniti, 1977.